# Попов, Юрий Александрович
Юрий Александрович Попов (5 марта 1936 года — 16 ноября 2016 года) — советский и российский палеоэнтомолог, специалист по систематике и эволюции ископаемых клопов (настоящих полужесткокрылых, Heteroptera) и родственных им Coleorrhyncha.

## Биография
Выпускник кафедры энтомологии Биолого-почвенного факультета МГУ (1959). Работал в Палеонтологическом институте РАН. Участник многочисленных экспедиций в разные районы России, бывшего СССР и Монголии. В 1976—1981 годах возглавлял Совместную Советско-Монгольскую Палеонтологическую Экспедицию (ныне СРМПЭ).
Описал более двадцати семейств и подсемейств и 300 родов и видов из мезозоя и кайнозоя. Один из основоположников макросистематики клопов — им установлены три из семи инфраотрядов Heteroptera, Nepomorpha Popov, 1968, Gerromorpha Popov, 1971, и Leptopodomorpha Popov, 1971. Автор более 170 публикаций, в том числе основополагающей монографии по эволюции водных клопов.

## Основные труды

### Избранные публикации
- Попов Ю. А. 1971. Историческое развитие полужесткокрылых инфраотряда Nepomorpha (Heteroptera). Труды Палеонтологического института АН СССР 129: 1-230.
- Popov Yu.A., Shcherbakov D.E. 1991. Mesozoic Peloridioidea and their ancestors (Insecta: Hemiptera, Coleorrhyncha). Geologica et Palaeontologica 25: 215—235.
- Popov Yu.A., Dolling W.R. & Whalley P.E.S. 1994. British Upper Triassic and Lower Jurassic Heteroptera and Coleorrhyncha (Insecta: Hemiptera). Genus, 5(4): 307—347.

## Открытия

### Семейства и подсемейства ископаемых Hemiptera, установленные Ю. А. Поповым
- Karabasiidae Popov, 1985 (Coleorrhyncha Peloridioidea)
- Hoploridiinae Popov et Shcherbakov, 1991 (Karabasiidae)
- Propreocorinae Popov, Dolling et Whalley, 1994 (Ochteridae)
- Shurabellidae Popov, 1971 (Corixoidea)
- Archaeocorixinae Popov, 1968 (Corixidae)
- Ijanectinae Popov, 1971 (Corixidae)
- Velocorixinae Popov, 1986 (Corixidae)
- Corixonectinae Popov, 1986 (Corixidae)
- Diapherininae Popov, 1988 (Corixidae)
- Scaphocoridae Popov, 1968 (Notonectoidea)
- Mesotrephidae Popov, 1971 (Notonectoidea)
- Sphaerodemopsinae Popov, 1971 (Naucoridae)
- Stygeonepinae Popov, 1971 (Belostomatidae)
- Pterocimicidae Popov, Dolling & Whalley, 1994 (Nepomorpha)
- Enicocorinae Popov, 1980 (Saldidae)
- Taimyrocoridae Popov, 2016 (Cimicoidea)
- Ciorullinae Popov, 2004 (Microphysidae)
- Ignotingidae Zhang, Golub, Popov et Shcherbakov, 2005 (Tingoidea)
- Hispanocaderidae Golub, Popov et Arillo, 2012 (Tingoidea)
- Tingiometrinae Heiss, Golub et Popov, 2015 (Tingidae)
- Kobdocoridae Popov, 1986 (Aradoidea)
- Lygaenocorinae Popov, 1961 (Lygaeidae)
- Monstrocoreinae Popov, 1968 (Coreidae)
- Mesopentacoridae Popov, 1968 (Pentatomoidea)

## Память

### Рода и семейства, названные в честь Ю. А. Попова
- Yuripopovia Jarzembowski, 1991 (Progonocimicidae)
- Popoviana Herczek, 1997 (Miridae; nom.nov. pro Popovia Herczek 1993)
- Archepopovia Golub 2001 (Tingidae)
- Yurigocimex Martins-Neto et Gallego, 2003 (Progonocimicidae)
- Popovigocimex Martins-Neto et Gallego, 2003 (Progonocimicidae)
- Popovus Oezdikmen et Demir, 2007 (Progonocimicidae; nom.nov. pro Progonus Popov, 1986)
- Popovophysa McKellar et Engel, 2011 (Microphysidae)
- Yuripopovinidae Azar et al., 2011 and Yuripopovina Azar et al., 2011 (Coreoidea)
- Yuripopoverus Stroinski et Szwedo, 2011 (Ricaniidae)
- Popovineura Fedotova et Perkovsky, 2014 (Cecidomyiidae)